# باشگاه فوتبال رئال مادرید در فصل ۲۱–۲۰۲۰
فصل ۲۱–۲۰۲۰، رئال مادرید صد و هفدهمین سال خود را سپری می‌کند که نودمین حضور متوالی آنها در بالاترین سطح فوتبال اسپانیا (لا لیگا) است. فصل ۲۰۲۱–۲۰۲۰ از ۸ اوت ۲۰۲۰ شروع شد و تا ۳۰ ژوئن ۲۰۲۱ ادامه داشت.
در این فصل رئال مادرید، علی‌رغم کسب مقام دوم در لا لیگا و حضور در نیمه‌نهایی لیگ قهرمانان اروپا، موفق به کسب هیچ جامی نشد.

## خلاصه

#### پیش فصل
در تاریخ مه ۲۰۲۱، لوکا مودریچ هافبک کروات قرارداد خود را یک فصل تمدید کرد. لوکاس وازکز وینگر رئال مادرید نیز تا سال ۲۰۲۴ و به مدت سه سال تمدید کرد.
همچنین در ابتدای فصل آندره لونین که قرارداد قرضی او به پایان رسیده بود به تیم اضافه شد.
طی اردوی آماده‌سازی رئال مادرید این تیم در تاریخ ۱۵ سپتامبر ۲۰۲۱، طی یک بازی دوستانه به مصاف تیم ختافه رفت و در نهایت با نتیجه ۶ بر ۰ پیروز شد.

#### سپتامبر
اولین مسابقه فصل در تاریخ ۲۰ سپتامبر با رئال سوسیداد با تساوی بدون گل به پایان رسید. در ۲۶ سپتامبر رئال مادرید طی یک بازی خارج از خانه با گلهای والورده، راموس و یک گل به خودی با نتیجه ۳ بر ۲ به پیروزی رسید. چهار روز بعد کهکشانی‌ها با تک گل وینیسوس از سد وایادولید گذشتند.

#### اکتبر
در ۴ اکتبر، نتیجه ۲ بر ۰ مقابل لوانته با گلهای وینیسوس و بنزما سه امتیاز دیگر را برای رئال مادرید به ارمغان آورد. پس از یک استراحت دو هفته ای این تیم در ورزشگاه خانگی با یک گل مغلوب کادیز شد. چهار روز بعد رئال مادرید به مصاف شاختار دونتسک اوکراین رفت. در نیمه اول به شکلی عجیب ۳ گل دریافت کرد ، اما در نیمه دوم مودریچ و وینیسوس تعویضی توانستند اختلاف را به حداقل برسانند. ولی در نهایت بازی با نتیجه سه بر دو به نفع شاختار به پایان رسید تا رئال مادرید چمپیونز لیگ را با شکست آغاز کند. ال کلاسیکو در ۲۴ اکتبر برگزار شد و رئال مادرید ۳–۱ در نیوکمپ به پیروزی رسید. گل های بازی را والورده ، راموس و مودریچ برای رئال مادرید و آنسو فاتی برای بارسلونا به ثمر رسانند. سه روز بعد رئال مادرید در بروسیا پارک و در مقابل مونشن گلادباخ با دو گل دیرهنگام بنزما و کاسمیرو به تساوی دو - دو دست پیدا کرد. در آخرین روز ماه اکتبر رئال مادرید در مقابل اوئسکا با دو گل بنزما و گلهای والورده و هازارد به پیروزی ۴–۱ دست پیدا کرد.

#### نوامبر
در سومین روز ماه جدید، رئال مادرید در یک بازی جذاب و در الفردو دی استفانو سه بر دو مقابل اینتر میلان به پیروزی رسید تا اولین پیروزی کهکشانی در لیگ قهرمانان رقم بخورد و شرایط آنها در این مسابقات بهتر شود. بنزما ، راموس و رودریگو زننده گلهای رئال مادرید در این بازی بودند. ۵ روز بعد رئال مادرید در مقابل والنسیا قرار گرفت. ابتدا بنزما اولین گل بازی را زد ، اما سه ضربه پنالتی و گل به خودی رفائل واران منجر به شکست سنگین رئال مادرید در مستایا شد. در ۲۱ نوامبر رئال مادرید به تساوی ۱-۱ مقابل ویارئال رضایت داد. تک گل رئال را ماریانو دیاز به ثمر رساند. دومین پیروزی رئال مادرید به وسیله پنالتی هازارد و گل به خودی اشرف حکیمی بازهم مقابل اینتر میلان رقم خورد. اما در ۲۸ نوامبر با وجود گلزنی کاسمیرو ، دو بر یک مغلوب دپورتیوو آلاوس شد.

## لیست تیم
| شماره | پست   | بازیکن                | ملیت            | نام لاتین         | سن | پیوسته به تیم | هزینه انتقال به تیم |
| ----- | ----- | --------------------- | --------------- | ----------------- | -- | ------------- | ------------------- |
| ۱     | گلر   | تیبو کورتوا           | بلژیک           | Thibaut Courtois  | ۲۹ | ۲۰۱۸          | ۳۵ میلیون یورو      |
| ۲     | مدافع | دنی کارواخال          | اسپانیا         | Dani Carvajal     | ۲۹ | ۲۰۱۳          |                     |
| ۳     | مدافع | ادر میلیتائو          | برزیل           | Éder Militão      | ۲۳ | ۲۰۱۹          |                     |
| ۴     | مدافع | سرخیو راموس (کاپیتان) | اسپانیا         | Sergio Ramos      | ۳۵ | ۲۰۰۵          |                     |
| ۵     | مدافع | رافائل واران          | فرانسه          | Raphaël Varane    | ۲۸ | ۲۰۱۱          | ۱۰ میلیون یورو      |
| ۶     | مدافع | ناچو                  | اسپانیا         | Nacho             | ۳۱ | ۲۰۱۲          |                     |
|       |       | ادن هازارد            | بلژیک           | Eden Hazard       | ۳۰ | ۲۰۱۹          |                     |
| ۸     | هافبک | تونی کروس             | آلمان           | Toni Kroos        | ۳۱ | ۲۰۱۴          |                     |
| ۹     | مهاجم | کریم بنزما            | فرانسه          | Karim Benzema     | ۳۳ | ۲۰۰۹          |                     |
| ۱۰    | هافبک | لوکا مودریچ           | کرواسی          | Luka Modrić       | ۳۵ | ۲۰۱۲          | ۳۵ میلیون یورو      |
| ۱۱    | هافبک | مارکو آسنسیو          | اسپانیا         | Marco Asensio     | ۲۵ | ۲۰۱۴          |                     |
| ۱۲    | مدافع | مارسلو                | برزیل           | Marcelo           | ۳۳ | ۲۰۰۷          |                     |
| ۱۳    | گلر   | آندری لونین           | اوکراین         | Andriy Lunin      | ۲۹ | ۲۰۱۸          |                     |
| ۱۴    | هافبک | کاسمیرو               | برزیل           | Casemiro          | ۲۹ | ۲۰۱۳          | ۶ میلیون یورو       |
| ۱۵    | هافبک | فدریکو والورده        | اروگوئه         | Federico Valverde | ۲۲ | ۲۰۱۶          |                     |
| ۱۷    | مهاجم | لوکاس وازکز           | اسپانیا         | Lucas Vázquez     | ۲۷ | ۲۰۱۵          |                     |
| ۱۹    | مدافع | آلوارو اودریزولا      | اسپانیا         | Álvaro Odriozola  | ۲۵ | ۲۰۱۸          | ۳۰ میلیون یورو      |
| ۲۰    | مهاجم | وینیسیوس جونیور       | برزیل           | Vinícius Júnior   | ۲۰ | ۲۰۱۸          | ۴۵ میلیون یورو      |
| ۲۲    | هافبک | ایسکو                 | اسپانیا         | Isco              | ۲۹ | ۲۰۱۳          |                     |
| ۲۳    | مدافع | فرلان مندی            | فرانسه          | Ferland Mendy     | ۲۶ | ۲۰۱۹          |                     |
| ۲۴    | مهاجم | ماریانو               | جمهوری دومینیکن | Mariano           | ۲۷ | ۲۰۱۸          |                     |
| ۲۵    | مهاجم | رودریگو               | برزیل           | Rodrygo           | ۲۰ | ۲۰۱۹          | ۴۵ میلیون یورو      |

- منبع: realmadrid.com

## بازی‌های پیش فصل و دوستانه
| ۹ سپتامبر ۲۰۲۰ ۱                                                            | رئال مادرید | v     | رایو والکانو | مادرید                     |
|                                                                             |             | گزارش |              | ورزشگاه: آلفردو دی استفانو |
| یادداشت: این بازی به دلیل آزمایش مثبت کرونای بازیکنان رایو والکانو، لغو شد. |             |       |              |                            |

| ۱۵ سپتامبر ۲۰۲۰ ۲ | رئال مادرید              | ۶ – ۰ | ختافه | مادرید                                  |
|                   | - بنزما - راموس - آریباس | گزارش |       | ورزشگاه: آلفردو دی استفانو تماشاگران: ۰ |

## مسابقات

### لا لیگا

#### جایگاه در جدول
| رتبه | تیم            | بازی | ب  | م  | ش  | ت.گ | ام | راه‌یابی                            |
| ---- | -------------- | ---- | -- | -- | -- | --- | -- | ---------------------------------- |
| ۱    | اتلتیکو مادرید | ۳۸   | ۲۶ | ۸  | ۴  | ۴۲  | ۸۶ | صعود به لیگ قهرمانان اروپا ۲۲–۲۰۲۱ |
| ۲    | رئال مادرید    | ۳۸   | ۲۵ | ۹  | ۴  | ۳۹  | ۸۴ | صعود به لیگ قهرمانان اروپا ۲۲–۲۰۲۱ |
| ۳    | بارسلونا       | ۳۸   | ۲۴ | ۷  | ۷  | ۴۷  | ۷۹ | صعود به لیگ قهرمانان اروپا ۲۲–۲۰۲۱ |
| ۴    | سویا           | ۳۸   | ۲۴ | ۵  | ۹  | ۲۰  | ۷۷ | صعود به لیگ قهرمانان اروپا ۲۲–۲۰۲۱ |
| ۵    | رئال سوسیداد   | ۳۸   | ۱۷ | ۱۱ | ۱۰ | ۲۱  | ۶۲ | صعود به لیگ اروپا                  |
| ۶    | رئال بتیس      | ۳۸   | ۱۷ | ۱۰ | ۱۱ | ۰   | ۶۱ |                                    |

#### روند هفته به هفته
| هفته  | ۱  | ۲ | ۳ | ۴ | ۵ | ۶ | ۷ | ۸ | ۹ | ۱۰ | ۱۱ | ۱۲ | ۱۳ | ۱۴ | ۱۵ | ۱۶ | ۱۷ | ۱۸ | ۱۹ | ۲۰ | ۲۱ | ۲۲ | ۲۳ | ۲۴ | ۲۵ | ۲۶ | ۲۷ | ۲۸ | ۲۹ | ۳۰ | ۳۱ | ۳۲ | ۳۳ | ۳۴ | ۳۵ | ۳۶ | ۳۷ | ۳۸ |
| ----- | -- | - | - | - | - | - | - | - | - | -- | -- | -- | -- | -- | -- | -- | -- | -- | -- | -- | -- | -- | -- | -- | -- | -- | -- | -- | -- | -- | -- | -- | -- | -- | -- | -- | -- | -- |
| زمین  | م  | م | خ | م | خ | م | خ | م | م | خ  | م  | خ  | خ  | م  | خ  | م  | خ  | م  | م  | خ  | م  | خ  | خ  | م  | خ  | م  | خ  | م  | خ  | خ  | م  | م  | خ  | خ  | م  | خ  | م  | خ  |
| نتیجه | ت  | پ | پ | پ | ش | پ | پ | ش | ت | ش  | پ  | پ  | پ  | پ  | پ  | ت  | پ  | ت  | پ  | ش  | پ  | پ  | پ  | پ  | ت  | ت  | پ  | پ  | پ  | پ  | ت  | پ  | ت  | پ  | ت  | پ  | پ  | پ  |
| وضعیت | ۱۰ | ۶ | ۳ | ۱ | ۳ | ۲ | ۲ | ۴ | ۴ | ۴  | ۴  | ۳  | ۳  | ۲  | ۲  | ۲  | ۲  | ۲  | ۲  | ۳  | ۳  | ۲  | ۲  | ۲  | ۳  | ۳  | ۳  | ۳  | ۳  | ۲  | ۲  | ۲  | ۲  | ۲  | ۲  | ۲  | ۲  | ۲  |

آخرین بروزرسانی: 22 مه 2021.
منبع: https://www.laliga.com/en-GB/laliga-santander/classification

زمین: م = مهمان، خ = خانه. نتیجه: ت = تساوی، ش = شکست، پ = پیروزی.

- بازی‌ها براساس ترتیب برگزاری مرتب شده‌است.

#### جزئیات بازی ها
| ۲۰ سپتامبر ۲۰۲۰ ۱ | رئال سوسیداد                | ۰ – ۰ | رئال مادرید               | سان سباستیان                 |
|                   | - بارنتکسه '24 - مونیوز '33 | گزارش | - مندی '29 - کارواخال '83 | ورزشگاه: آنوئتا تماشاگران: 0 |

| ۲۶ سپتامبر ۲۰۲۰ ۲ | رئال بتیس                                                                   | ۲ – ۳ | رئال مادرید                                                                           | سویل                                 |
|                   | - امرسون '12 '۶۷ - مندی ۳۵' '1+90 - کاروالیو ۳۷' - رودریگز '40 - بارترا '81 | گزارش | - والورده ۱۳' - کارواخال '42 - امرسون ۴۸'(گل‌به‌خودی) - مودریچ '53 - راموس ۸۲' (پنالتی) | ورزشگاه: بنیتو ویامارین تماشاگران: 0 |

| ۳۰ سپتامبر ۲۰۲۰ ۳ | رئال مادرید                                 | ۱ – ۰ | وایادولید   | مادرید                                  |
|                   | - وینیسیوس ۶۵' - کاسمیرو '78 - مارسلو '3+90 | گزارش | گونزالس '71 | ورزشگاه: آلفردو دی استفانو تماشاگران: 0 |

| ۴ اکتبر ۲۰۲۰ ۴ | لوانته                      | ۰ – ۲ | رئال مادرید                               | ویارئال                            |
|                | - باردی '72 - میرامون '3+90 | گزارش | - کاسمیرو '4 - وینیسیوس ۱۶' - بنزما ۵+۹۰' | ورزشگاه: د لا سرامیکا تماشاگران: 0 |

| ۱۷ اکتبر ۲۰۲۰ ۵ | رئال مادرید                  | ۰ – ۱ | کادیز        | مادرید                                  |
|                 | - راموس '34 - میلیتائو '2+90 | گزارش | - لوزانو ۱۶' | ورزشگاه: آلفردو دی استفانو تماشاگران: 0 |

| ۲۴ اکتبر ۲۰۲۰ ۶ | بارسلونا                                     | ۱ – ۳ | رئال مادرید                                                    | بارسلون                      |
|                 | - فاتی ۸' - لنگله '29 - آلبا '62 - مسی '1+90 | گزارش | - والورده ۵' - کاسمیرو '19 - ناچو '37 - راموس ۶۳' - مودریچ ۹۰' | ورزشگاه: نیوکمپ تماشاگران: 0 |

| ۳۱ اکتبر ۲۰۲۰ ۷ | رئال مادرید                                 | ۴ – ۱ | اوئسکا                                | مادرید                                  |
|                 | - هازارد ۴۰' - بنزما ۴۵'، ۹۰' - والورده ۵۴' | گزارش | - فریرو ۷۴' - سیوواس '79 - رامیرز '88 | ورزشگاه: آلفردو دی استفانو تماشاگران: 0 |

| ۸ نوامبر ۲۰۲۰ ۸ | والنسیا | ۴ – ۱ | رئال مادرید                          | والنسیا                      |
|                 | - سولر ۳۵' (پنالتی) '41 - سولر ۵۴' (پنالتی)، ۶۳' (پنالتی) - رافائل واران ۴۳'(گل‌به‌خودی) - گویامون '84 - دومنیک '86 | گزارش | - بنزما ۲۳' - مارسلو '52 - راموس '62 | ورزشگاه: مستایا تماشاگران: 0 |

| ۲۱ نوامبر ۲۰۲۰ ۹ | ویارئال                           | ۱ – ۱ | رئال مادرید                          | ویارئال                            |
|                  | - جرارد ۷۶' (پنالتی) - پینو '1+90 | گزارش | - ماریانو ۲' - ناچو '68 - کروس '3+90 | ورزشگاه: د لا سرامیکا تماشاگران: 0 |

| ۲۸ نوامبر ۲۰۲۰ ۱۰ | رئال مادرید                  | ۱ – ۲ | آلاوز                                                             | مادرید                                  |
|                   | - کاسمیرو '18 ۸۶' - کروس '61 | گزارش | - پرز ۵' (پنالتی) - خوسلو ۴۹' - ریوخا '67 - دوآرته '76 - مندز '85 | ورزشگاه: آلفردو دی استفانو تماشاگران: 0 |

#### خلاصه نتایج
| مجموع | مجموع  | مجموع | مجموع | مجموع | مجموع | مجموع | مجموع | خانه | خانه | خانه | خانه | خانه | خانه | مهمان | مهمان | مهمان | مهمان | مهمان | مهمان |
| بازی  | امتیاز | پ     | ت     | ش     | گ‌ز    | گ‌خ    | ت‌گ    | پ    | ت    | ش    | گ‌ز   | گ‌خ   | ت‌گ   | پ     | ت     | ش     | گ‌ز    | گ‌خ    | ت‌گ    |
| ----- | ------ | ----- | ----- | ----- | ----- | ----- | ----- | ---- | ---- | ---- | ---- | ---- | ---- | ----- | ----- | ----- | ----- | ----- | ----- |
| ۳۸    | ۸۴     | ۲۵    | ۹     | ۴     | ۶۷    | ۲۸    | ۳۹+   | ۱۳   | ۳    | ۳    | ۳۳   | ۱۳   | ۲۰+  | ۱۲    | ۶     | ۱     | ۳۴    | ۱۵    | ۱۹+   |

منبع: La Liga

پ = پیروزی؛ ت = تساوی؛ ش = شکست؛ گ‌ز = گل زده؛ گ‌خ = گل خورده؛ ت‌گ = تفاضل گل

### لیگ قهرمانان اروپا

#### مرحله گروهی
| ۲۱ اکتبر ۲۰۲۰ ۱ | رئال مادرید                                             | ۲ – ۳ | شاختار دونتسک                                                                  | مادرید                                  |
|                 | - آسنسیو '34 - مودریچ ۵۴' - وینیسیوس ۵۹' - میلیتائو '87 | گزارش | - کووالنکو '8 - تته ۲۹' - واران ۳۳'(گل‌به‌خودی) - سولومون ۴۲' - والری بوندار '83 | ورزشگاه: آلفردو دی استفانو تماشاگران: 0 |

| ۲۷ اکتبر ۲۰۲۰ ۲ | بروسیا مونشن‌گلادباخ                                          | ۲ – ۲ | رئال مادرید                     | مونشن‌گلادباخ                      |
|                 | - تورام ۳۳'، ۵۸' - اشتیندل '55 - بن سبعینی '78 - نایهویس '85 | گزارش | - بنزما ۸۷' - کاسمیرو '89 ۳+۹۰' | ورزشگاه: بروسیا پارک تماشاگران: 0 |

| ۳ نوامبر ۲۰۲۰ ۳ | رئال مادرید                                                                                 | ۳ – ۲ | اینتر میلان                                                        | مادرید                                  |
|                 | - بنزما ۲۵' - راموس ۳۳' - مندی '48 - والورده '62 - رودریگو ۸۰' - کاسمیرو '85 - کورتوا '2+90 | گزارش | - مارتینز ۳۵' - ویدال '44 - بروزویچ '51 - پریشیچ ۶۸' - بارلا '72 · | ورزشگاه: آلفردو دی استفانو تماشاگران: 0 |

| ۲۵ نوامبر ۲۰۲۰ ۴ | اینتر میلان                                      | ۰ – ۲ | رئال مادرید                                | میلان                               |
|                  | - روبرتو گالیاردینی '19 - ویدال '۳۳ - سنسی '86 · | گزارش | - هازارد ۷' (پنالتی) - حکیمی ۵۹'(گل‌به‌خودی) | ورزشگاه: جوزپه مه آتزا تماشاگران: 0 |